# Ministério do Exterior da Suécia
| Ministério do Exterior Utrikesdepartementet |                                     |
| Gustav Adolfs torg 1, SE-103 39 Estocolmo   |                                     |
| Criação                                     | 1840                                |
| Sede do Ministério do Exterior sueco        |                                     |
| Sede do Ministério do Exterior sueco        |                                     |
| Atual ministro                              | Tobias Billström (Partido Moderado) |

O Ministério do Exterior (em sueco: Utrikesdepartementet) é um departamento governamental da Suécia, cuja missão é ajudar o governo a conduzir a política exterior e a desenvolver as relações com outros países. Está instalado no Palácio do Príncipe Real (Suécia) (Arvfurstens palats), na praça Gustav Adolfs torg na cidade de Estocolmo, capital do país.

Conta com 2580 colaboradores, dos quais 750 estão colocados na sua sede em Estocolmo e 1 830 na sua rede diplomática no exterior, abarcando cerca de 100 embaixadas e consulados.

Este ministério é dirigido pelo Ministro do Exterior (Utrikesmininister), e alberga também o Ministro da Cooperação Internacional e do Comércio Externo (Bistånds- och utrikeshandelsminister).

## Ministros do Ministério do Exterior
O Ministério do Exterior alberga 2 ministros.

- Ministro dos Negócios Estrangeiros (Utrikesminister)
- Ministro da Cooperação Internacional e do Comércio Externo (Bistånds- och utrikeshandelsminister)

## Algumas agências governamentais ligadas ao Ministério do Exterior
O Ministério do Exterior da Suécia inclui, entre outras, as seguintes agências governamentais:
- Delegação para os investimentos estrangeiros na Suécia (Delegationen för utländska investeringar i Sverige)
- Comissão do Crédito à exportação (Exportkreditnämnden)
- Inspeção dos Produtos Estratégicos (Inspektionen för strategiska produkter)
- Câmara do Comércio (Kommerskollegium)
- Instituto Nórdico de Estudos Africanos (Nordiska Afrikainstitutet)
- SWEDAC
- Agência Sueca de Cooperação para o Desenvolvimento Internacional (Styrelsen för internationellt utvecklingssamarbete, Sida)
- Instituto Sueco (Svenska institutet, SI)